# Tutto per la donna
Pour plus de détails, voir Fiche technique et Distribution.
Tutto per la donna est un film italien réalisé par Mario Soldati, sorti en 1940.

## Synopsis
Inconnu.

## Fiche technique
- Titre : Tutto per la donna
- Réalisation : Mario Soldati
- Scénario : Mario Soldati, Luigi Zampa, Carlo Borghesio, Aldo De Benedetti et Arturo Gallea d'après la pièce de Nicola Manzari
- Photographie : Arturo Gallea et Carlo Montuori
- Musique : Danilowski
- Pays d'origine : Royaume d'Italie
- Format : Noir et blanc - 1,37:1 - Mono
- Date de sortie : 1940

## Distribution
- Junie Astor : Elsa Ducrò
- Antonio Centa : Gianni
- Miretta Mauri : Maria
- Carlo Campanini : Carmelo
- Enzo Biliotti : le professeur Panardi
- Jole Voleri : Julci
- Greta Gonda : La cliente élégante